# Tour de Poitou-Charentes 2019
El Tour de Poitou-Charentes 2019, 33a edició del Tour de Poitou-Charentes, es disputà entre el 27 i el 30 d'agost de 2019 sobre un recorregut de 658,1 km repartits cinc etapes. L'inici de la cursa fou a Niort, mentre el final fou a Poitiers. La cursa formava part del calendari de l'UCI Europa Tour 2019, amb una categoria 2.1.
El vencedor final fou el francès Christophe Laporte (Cofidis), acompanyat al podi per Tony Gallopin (AG2R La Mondiale) i Niki Terpstra (Total Direct Énergie).

## Equips
L'organització convidà a prendre part en la cursa a dos equips UCI WorldTeams, catorze equips continentals professionals i dos equips continentals:

## Etapes
| Etapa    | Data      | Ciutats d'etapa              | type                      | Distància (km) | Vencedor de l'etapa | Líder de la general |
| -------- | --------- | ---------------------------- | ------------------------- | -------------- | ------------------- | ------------------- |
| 1a etapa | 27 de ago | Niort – Ròchafòrt            | etapa plana               | 188,9          | Christophe Laporte  | Christophe Laporte  |
| 2a etapa | 28 de ago | Ròchafòrt – Aigre            | etapa plana               | 168,1          | Christophe Laporte  | Christophe Laporte  |
| 3a etapa | 29 de ago | Châtellerault – Pleumartin   | etapa plana               | 110,7          | Matteo Pelucchi     | Christophe Laporte  |
| 4a etapa | 29 de ago | Leigné-les-Bois – Pleumartin | contrarellotge individual | 23             | Christophe Laporte  | Christophe Laporte  |
| 5a etapa | 30 de ago | Aigre – Poitiers             | etapa plana               | 167,4          | Andrea Pasqualon    | Christophe Laporte  |

### Etapa 1
| \| Classificació de l'etapa \| Classificació de l'etapa \| Classificació de l'etapa \| Classificació de l'etapa \| Classificació de l'etapa \| \| Corredor \| Corredor \| Equip \| Temps \| \| \| ------------------------ \| ------------------------ \| ----------------------------------- \| ------------------------ \| ------------------------ \| \| 1r \| Christophe Laporte \| Cofidis, Solutions Crédits \| \| \| \| 2n \| Matteo Malucelli \| Caja Rural-Seguros RGA \| \| \| \| 3r \| Lorrenzo Manzin \| Vital Concept-B&B Hotels \| \| \| \| 4t \| Pierre Barbier \| Natura4Ever-Roubaix Lille Métropole \| \| \| \| 5è \| Bram Welten \| Arkéa-Samsic \| \| \| |                    |                                     |       |
| |                    |                                     |       |
| |                    |                                     |       |
| Classificació de l'etapa |                    |                                     |       |
| Corredor | Corredor           | Equip                               | Temps |
| 1r | Christophe Laporte | Cofidis, Solutions Crédits          |       |
| 2n | Matteo Malucelli   | Caja Rural-Seguros RGA              |       |
| 3r | Lorrenzo Manzin    | Vital Concept-B&B Hotels            |       |
| 4t | Pierre Barbier     | Natura4Ever-Roubaix Lille Métropole |       |
| 5è | Bram Welten        | Arkéa-Samsic                        |       |

| \| Classificació general \| Classificació general \| Classificació general \| Classificació general \| Classificació general \| \| Corredor \| Corredor \| Equip \| Temps \| \| \| --------------------- \| ------------------------ \| ----------------------------- \| --------------------- \| --------------------- \| \| 1r \| Christophe Laporte \| Cofidis, Solutions Crédits \| \| \| \| 2n \| Kenny Molly \| Wallonie Bruxelles \| + 1" \| \| \| 3r \| Matteo Malucelli \| Caja Rural-Seguros RGA \| + 4" \| \| \| 4t \| Garikoitz Bravo Oiarbide \| Euskadi Basque Country-Murias \| + 5" \| \| \| 5è \| Lorrenzo Manzin \| Vital Concept-B&B Hotels \| + 6" \| \| |                          |                               |       |
| |                          |                               |       |
| |                          |                               |       |
| Classificació general |                          |                               |       |
| Corredor | Corredor                 | Equip                         | Temps |
| 1r | Christophe Laporte       | Cofidis, Solutions Crédits    |       |
| 2n | Kenny Molly              | Wallonie Bruxelles            | + 1"  |
| 3r | Matteo Malucelli         | Caja Rural-Seguros RGA        | + 4"  |
| 4t | Garikoitz Bravo Oiarbide | Euskadi Basque Country-Murias | + 5"  |
| 5è | Lorrenzo Manzin          | Vital Concept-B&B Hotels      | + 6"  |

### Etapa 2
| \| Classificació de l'etapa \| Classificació de l'etapa \| Classificació de l'etapa \| Classificació de l'etapa \| Classificació de l'etapa \| \| Corredor \| Corredor \| Equip \| Temps \| \| \| ------------------------ \| ------------------------ \| -------------------------- \| ------------------------ \| ------------------------ \| \| 1r \| Christophe Laporte \| Cofidis, Solutions Crédits \| \| \| \| 2n \| Davide Cimolai \| Israel Cycling Academy \| \| \| \| 3r \| Andrea Pasqualon \| Wanty-Gobert \| \| \| \| 4t \| Colin Joyce \| Rally UHC Cycling \| \| \| \| 5è \| Matteo Malucelli \| Caja Rural-Seguros RGA \| \| \| |                    |                            |       |
| |                    |                            |       |
| |                    |                            |       |
| Classificació de l'etapa |                    |                            |       |
| Corredor | Corredor           | Equip                      | Temps |
| 1r | Christophe Laporte | Cofidis, Solutions Crédits |       |
| 2n | Davide Cimolai     | Israel Cycling Academy     |       |
| 3r | Andrea Pasqualon   | Wanty-Gobert               |       |
| 4t | Colin Joyce        | Rally UHC Cycling          |       |
| 5è | Matteo Malucelli   | Caja Rural-Seguros RGA     |       |

| \| Classificació general \| Classificació general \| Classificació general \| Classificació general \| Classificació general \| \| Corredor \| Corredor \| Equip \| Temps \| \| \| --------------------- \| --------------------- \| -------------------------- \| --------------------- \| --------------------- \| \| 1r \| Christophe Laporte \| Cofidis, Solutions Crédits \| \| \| \| 2n \| Kenny Molly \| Wallonie Bruxelles \| + 11" \| \| \| 3r \| Matteo Malucelli \| Caja Rural-Seguros RGA \| + 14" \| \| \| 4t \| Davide Cimolai \| Israel Cycling Academy \| + 14" \| \| \| 5è \| Andrea Pasqualon \| Wanty-Gobert \| + 16" \| \| |                    |                            |       |
| |                    |                            |       |
| |                    |                            |       |
| Classificació general |                    |                            |       |
| Corredor | Corredor           | Equip                      | Temps |
| 1r | Christophe Laporte | Cofidis, Solutions Crédits |       |
| 2n | Kenny Molly        | Wallonie Bruxelles         | + 11" |
| 3r | Matteo Malucelli   | Caja Rural-Seguros RGA     | + 14" |
| 4t | Davide Cimolai     | Israel Cycling Academy     | + 14" |
| 5è | Andrea Pasqualon   | Wanty-Gobert               | + 16" |

### Etapa 3
| \| Classificació de l'etapa \| Classificació de l'etapa \| Classificació de l'etapa \| Classificació de l'etapa \| Classificació de l'etapa \| \| Corredor \| Corredor \| Equip \| Temps \| \| \| ------------------------ \| ------------------------ \| ----------------------------------- \| ------------------------ \| ------------------------ \| \| 1r \| Matteo Pelucchi \| Androni Giocattoli-Sidermec \| \| \| \| 2n \| Matteo Malucelli \| Caja Rural-Seguros RGA \| \| \| \| 3r \| Pierre Barbier \| Natura4Ever-Roubaix Lille Métropole \| \| \| \| 4t \| Rudy Barbier \| Israel Cycling Academy \| \| \| \| 5è \| Julien Duval \| AG2R La Mondiale \| \| \| |                  |                                     |       |
| |                  |                                     |       |
| |                  |                                     |       |
| Classificació de l'etapa |                  |                                     |       |
| Corredor | Corredor         | Equip                               | Temps |
| 1r | Matteo Pelucchi  | Androni Giocattoli-Sidermec         |       |
| 2n | Matteo Malucelli | Caja Rural-Seguros RGA              |       |
| 3r | Pierre Barbier   | Natura4Ever-Roubaix Lille Métropole |       |
| 4t | Rudy Barbier     | Israel Cycling Academy              |       |
| 5è | Julien Duval     | AG2R La Mondiale                    |       |

| \| Classificació general \| Classificació general \| Classificació general \| Classificació general \| Classificació general \| \| Corredor \| Corredor \| Equip \| Temps \| \| \| --------------------- \| --------------------- \| -------------------------- \| --------------------- \| --------------------- \| \| 1r \| Christophe Laporte \| Cofidis, Solutions Crédits \| \| \| \| 2n \| Matteo Malucelli \| Caja Rural-Seguros RGA \| + 10" \| \| \| 3r \| Kenny Molly \| Wallonie Bruxelles \| + 11" \| \| \| 4t \| Davide Cimolai \| Israel Cycling Academy \| + 14" \| \| \| 5è \| Andrea Pasqualon \| Wanty-Gobert \| + 16" \| \| |                    |                            |       |
| |                    |                            |       |
| |                    |                            |       |
| Classificació general |                    |                            |       |
| Corredor | Corredor           | Equip                      | Temps |
| 1r | Christophe Laporte | Cofidis, Solutions Crédits |       |
| 2n | Matteo Malucelli   | Caja Rural-Seguros RGA     | + 10" |
| 3r | Kenny Molly        | Wallonie Bruxelles         | + 11" |
| 4t | Davide Cimolai     | Israel Cycling Academy     | + 14" |
| 5è | Andrea Pasqualon   | Wanty-Gobert               | + 16" |

### Etapa 4
| \| Classificació de l'etapa \| Classificació de l'etapa \| Classificació de l'etapa \| Classificació de l'etapa \| Classificació de l'etapa \| \| Corredor \| Corredor \| Equip \| Temps \| \| \| ------------------------ \| ------------------------ \| -------------------------- \| ------------------------ \| ------------------------ \| \| 1r \| Christophe Laporte \| Cofidis, Solutions Crédits \| \| \| \| 2n \| Tony Gallopin \| AG2R La Mondiale \| + 13" \| \| \| 3r \| Niki Terpstra \| Total Direct Énergie \| + 21" \| \| \| 4t \| Miles Scotson \| Groupama-FDJ \| + 24" \| \| \| 5è \| Matthias Brändle \| Israel Cycling Academy \| + 27" \| \| |                    |                            |       |
| |                    |                            |       |
| |                    |                            |       |
| Classificació de l'etapa |                    |                            |       |
| Corredor | Corredor           | Equip                      | Temps |
| 1r | Christophe Laporte | Cofidis, Solutions Crédits |       |
| 2n | Tony Gallopin      | AG2R La Mondiale           | + 13" |
| 3r | Niki Terpstra      | Total Direct Énergie       | + 21" |
| 4t | Miles Scotson      | Groupama-FDJ               | + 24" |
| 5è | Matthias Brändle   | Israel Cycling Academy     | + 27" |

| \| Classificació general \| Classificació general \| Classificació general \| Classificació general \| Classificació general \| \| Corredor \| Corredor \| Equip \| Temps \| \| \| --------------------- \| --------------------- \| -------------------------- \| --------------------- \| --------------------- \| \| 1r \| Christophe Laporte \| Cofidis, Solutions Crédits \| \| \| \| 2n \| Tony Gallopin \| AG2R La Mondiale \| + 33" \| \| \| 3r \| Niki Terpstra \| Total Direct Énergie \| + 41" \| \| \| 4t \| Miles Scotson \| Groupama-FDJ \| + 44" \| \| \| 5è \| Yoann Paillot \| Saint Michel-Auber 93 \| + 54" \| \| |                    |                            |       |
| |                    |                            |       |
| |                    |                            |       |
| Classificació general |                    |                            |       |
| Corredor | Corredor           | Equip                      | Temps |
| 1r | Christophe Laporte | Cofidis, Solutions Crédits |       |
| 2n | Tony Gallopin      | AG2R La Mondiale           | + 33" |
| 3r | Niki Terpstra      | Total Direct Énergie       | + 41" |
| 4t | Miles Scotson      | Groupama-FDJ               | + 44" |
| 5è | Yoann Paillot      | Saint Michel-Auber 93      | + 54" |

### Etapa 5
| \| Classificació de l'etapa \| Classificació de l'etapa \| Classificació de l'etapa \| Classificació de l'etapa \| Classificació de l'etapa \| \| Corredor \| Corredor \| Equip \| Temps \| \| \| ------------------------ \| ------------------------ \| ------------------------ \| ------------------------ \| ------------------------ \| \| 1r \| Andrea Pasqualon \| Wanty-Gobert \| \| \| \| 2n \| Davide Cimolai \| Israel Cycling Academy \| \| \| \| 3r \| Anthony Roux \| Groupama-FDJ \| \| \| \| 4t \| Thomas Boudat \| Total Direct Énergie \| \| \| \| 5è \| Matteo Malucelli \| Caja Rural-Seguros RGA \| \| \| |                  |                        |       |
| |                  |                        |       |
| |                  |                        |       |
| Classificació de l'etapa |                  |                        |       |
| Corredor | Corredor         | Equip                  | Temps |
| 1r | Andrea Pasqualon | Wanty-Gobert           |       |
| 2n | Davide Cimolai   | Israel Cycling Academy |       |
| 3r | Anthony Roux     | Groupama-FDJ           |       |
| 4t | Thomas Boudat    | Total Direct Énergie   |       |
| 5è | Matteo Malucelli | Caja Rural-Seguros RGA |       |

## Classificació final
| \| Classificació general \| Classificació general \| Classificació general \| Classificació general \| Classificació general \| \| Corredor \| Corredor \| Equip \| Temps \| \| \| --------------------- \| --------------------- \| -------------------------- \| --------------------- \| --------------------- \| \| 1r \| Christophe Laporte \| Cofidis, Solutions Crédits \| 15h 04' 36" \| \| \| 2n \| Tony Gallopin \| AG2R La Mondiale \| + 33" \| \| \| 3r \| Niki Terpstra \| Total Direct Énergie \| + 41" \| \| |                    |                            |             |
| |                    |                            |             |
| Font: ProCyclingStats |                    |                            |             |
| Classificació general |                    |                            |             |
| Corredor | Corredor           | Equip                      | Temps       |
| 1r | Christophe Laporte | Cofidis, Solutions Crédits | 15h 04' 36" |
| 2n | Tony Gallopin      | AG2R La Mondiale           | + 33"       |
| 3r | Niki Terpstra      | Total Direct Énergie       | + 41"       |